# Mプラス
『Mプラス』（エムプラス）は、2011年10月3日からテレビ東京系列で平日午前立会い・前引け・大引けに放送されていた経済ニュース枠の総称である。祝日は放送が休止される。

## 概要
そもそも、テレビ東京系列の経済ニュース枠は、2008年10月から2011年9月までは平日午前立会いに『E morning』（第1部）を、前引けに『E morning』（第3部）を、大引けに『NEWS FINE』（第1部）をそれぞれ放送してきたが、2011年秋の改編で、『ニュースモーニングサテライト』と『ワールドビジネスサテライト』を除く同局の経済ニュース枠のタイトルを統一した。しかし、各番組ごとに放送地域や出演者が異なることもあり、各番組同士の連携はほとんどなかった。平日午前立会い・前引け・大引けのニュースが同一タイトルで統一されるのは、1987年10月から2000年9月まで放送された『株式ニュース』以来11年ぶりとなった。
番組のオープニング映像は、配色とタイトルロゴ以外すべて統一され、BGMも同じリズムを基調として音階をアレンジしたものだった。なお、放送開始当初のテーマカラーは『Mプラス 9』が緑、『Mプラス 11』がピンク、「Mプラス Ex」が青となっており、スタジオも同じセットを使用しつつ番組ごとにこれに準じた色に変えられている。
2012年4月から、テレビ東京の朝8時台（8:25 - 9:21）に韓国ドラマ放送枠『韓流プレミア』が新設されたのに伴い、『Mプラス 9』は2012年3月30日をもって放送を終了した。これにより、1987年10月に『株式ニュース』が始まって以来、約24年半続いた同局の平日午前立会い時間帯の経済ニュース枠は廃枠となったが、代替として2012年4月2日からミニ番組『Mナビ』（9:21 - 9:28）が放送されている。『Mプラス 11』は、同年4月2日から放送時間が3分短縮され、11:13 - 11:35となった。
『Mプラス Express』は2013年3月29日をもって放送を終了したと同時にびわ湖放送・奈良テレビ・テレビ和歌山・日経CNBCにおける『Mプラス』としての放送は終了した。平日大引け時間帯の経済ニュースは、同年4月1日から放送の『L4 YOU!プラス』が引き継いでいたが2016年3月末で放送終了している。2013年4月以降、『Mプラス』として放送しているのは『Mプラス 11』のみとなり、奇しくも『株式ニュース』と同じく平日前引け時間帯のタイトルが最後まで残った形となったが、2018年12月27日をもって『Mプラス 11』が終了したため、『Mプラス』とタイトルを冠する番組はこれによって消滅した。

## 過去の番組

### Mプラス 11
『Mプラス 11』（ - イレブン）は、2011年10月3日から2012年3月30日までは平日11:10 - 11:35、2012年4月2日からは平日11:13 - 11:35に放送されている。テレビ愛知・テレビ大阪・テレビせとうち・TVQ九州放送は11:30で飛び降りとなる。内容は『E morning』（第3部）を踏襲するが、同番組末期（2011年4月4日 - 9月30日）にはテレビ東京・テレビ愛知のみでの放送となっていた「日経CNBC発!マーケット情報」が、半年ぶりにネット局全局での放送に戻った。祝日は代替として、昼頃に『TXNニュース』を放送。テーマカラーは緑（2016年11月7日～、同年11月4日まではピンク）。2018年12月27日を以って終了し、2019年1月4日からは『昼サテ』を開始。ただ、同番組は当番組と番組の流れなどはさほど変わらないため、実質的には番組名だけ変えた向きが強くなっている。

#### 番組終了時の出演者

##### メインキャスター
- 倉野麻里（月-火→月-木→月-水、テレビ東京アナウンサー、2016.7.4 - 2018.12）
- 前田真理子（木→木-金、テレビ東京アナウンサー、2017.10.5 - 2018.12）

##### マーケットキャスター
- 榎戸教子（BSジャパン「日経モーニングプラス」キャスター）
- 河野恵（日経CNBC「昼エクスプレス」キャスター）

#### 過去の出演者
○はテレビ東京アナウンサー（出演当時）。
|                |                | メインキャスター ○ | メインキャスター ○ | メインキャスター ○  | メインキャスター ○  | メインキャスター ○  | マーケットキャスター | 気象情報 |
| 月             | 火             | 水                 | 木                 | 金                  |                     |                     | マーケットキャスター | 気象情報 |
| -------------- | -------------- | ------------------ | ------------------ | ------------------- | ------------------- | ------------------- | -------------------- | -------- |
| 2011年10月3日  | 2012年3月30日  | 水原恵理 中川聡    | 水原恵理 中川聡    | 水原恵理 矢内雄一郎 | 水原恵理 矢内雄一郎 | 水原恵理 矢内雄一郎 | 江連裕子             | 関口奈美 |
| 2012年4月2日   | 2013年6月28日  | 水原恵理           | 水原恵理           | 水原恵理            | 水原恵理            | 水原恵理            | 江連裕子             | -        |
| 2013年7月1日   | 2013年9月27日  | 水原恵理           | 水原恵理           | 水原恵理            | 水原恵理            | 水原恵理            | 河野恵               | -        |
| 2013年9月30日  | 2014年3月28日  | 矢内雄一郎 林克征  | 矢内雄一郎 林克征  | 矢内雄一郎 林克征   | 矢内雄一郎 林克征   | 矢内雄一郎 林克征   | 河野恵               | -        |
| 2014年3月31日  | 2016年4月1日   | 前田海嘉           | 前田海嘉           | 前田海嘉            | 前田海嘉            | 前田海嘉            | 河野恵 榎戸教子      | -        |
| 2016年4月4日   | 2016年7月1日   | 滝井礼乃           | 滝井礼乃           | 前田海嘉            | 前田海嘉            | 前田海嘉            | 河野恵 榎戸教子      | -        |
| 2016年7月4日   | 2016年9月30日  | 倉野麻里           | 倉野麻里           | 前田海嘉            | 前田海嘉            | 前田海嘉            | 河野恵 榎戸教子      | -        |
| 2016年10月3日  | 2017年9月29日  | 倉野麻里           | 倉野麻里           | 倉野麻里            | 倉野麻里            | 塩田真弓            | 河野恵 榎戸教子      | -        |
| 2017年10月2日  | 2017年10月27日 | 倉野麻里           | 倉野麻里           | 倉野麻里            | 前田真理子          | 塩田真弓            | 河野恵 榎戸教子      | -        |
| 2017年10月30日 | 2018年12月28日 | 倉野麻里           | 倉野麻里           | 倉野麻里            | 前田真理子          | 前田真理子          | 河野恵 榎戸教子      | -        |

#### キャスターのリリーフ
| 休演者   | 代役 |
| -------- | --- |
| 水原恵理 | - 滝井礼乃（2012.9.18・9.21） - 繁田美貴（2012.9.19・9.20・2013.9.5・9.6） - 植田萌子（2013.9.2 - 9.4） |
| 前田海嘉 | - 倉野麻里（2014.8.25 - 8.29） - 末武里佳子（2015.8.17 - 8.21）                                         |
| 倉野麻里 | - 西野志海（2017.9.4） - 繁田美貴（2017.9.6） - 須黒清華（2017.9.7） - 角谷暁子（2018.9.3）             |

#### タイムテーブル
番組終了時点のもの。
| 時刻    | コーナー                     | 備考 |
| ------- | ---------------------------- | --- |
| 11:13   | オープニング・キャスター挨拶 | |
| 11:14頃 | ニュース                     | 最新の一般ニュースをストレートニュース形式で伝える。 日によっては11:20頃からはフラッシュニュース形式となる。 |
| 11:24頃 | 天気予報                     | メインキャスターが当日午後の全国の予報と週間天気を伝える。 2012年3月までは関口気象予報士が担当していて、気候に関するレポートで始まることが多かった。 東日本大震災の影響により番組開始当初から1年ほどは他番組と同様に宮古・石巻・いわきの3箇所が加わっていたが、現在はこれらの3箇所が削除され、スペース部分のみが残っている。 |
| 11:27頃 | マーケット情報               | 午前の東証市場の動きを解説者とともに日経CNBCから伝える。 ここからエンディングまで東証225銘柄の株価を画面下部に表示する。『E morning』までは東証一部全銘柄が対象だったものの、番組短縮の影響で大幅に縮小された。 11:30直前に、11:30で放送を終えるネット局に配慮しマーケットキャスターが「ここまでマーケット解説でした。」と話し、マーケットキャスターと解説者が一礼する。 ここでテレビ東京以外の全ネット局が飛び降り。 各局ステブレレスで後続番組に接続する。 |
| 11:30   | マーケット情報               | 11:30以降は日経平均株価の前引け（前場終値）を速報し、東証アローズからのリポートのほかきょうの予定を告知する。 2011年11月21日より前場の取引時間が30分拡大され午前11時30分までとなった影響で、飛び降りる各局では日経平均の前引け（前場終値）に触れられないまま終了している。 |
| 11:34頃 | エンディング                 | テレビ東京のスタジオに戻り、当日夕方の『ゆうがたサテライト』の予告をして終了（特別編成で当日の『ゆうがたサテライト』が休止の場合は、マーケット情報終了後メインキャスターがすぐに締めの挨拶をして終わる）。 ステブレレスで後続番組（昼めし旅）にそのまま接続する。 |

### Mプラス 9
『Mプラス 9』（ - ナイン）は、2011年10月3日から2012年3月30日まで平日8:56 - 9:27（関東ローカル）に放送された。内容は『E morning』（第1部）を踏襲する。またキャスターは『Mプラス 11』も兼務していた。テーマカラーは緑。

#### キャスター
- 水原恵理（テレビ東京アナウンサー）
- 中川聡（テレビ東京アナウンサー、月・火担当）
- 矢内雄一郎（テレビ東京アナウンサー、水 - 金担当）

#### ニューヨーク支局（スタジオ）キャスター
- 末武里佳子（テレビ東京アナウンサー）

#### マーケットキャスター
- 小川まどか（日経CNBCキャスター、日経CNBC発!マーケット生中継担当）

#### タイムテーブル
2012年3月時点のもの。
| 時刻   | コーナー             | 備考 |
| ------ | -------------------- | --- |
| 8:56   | オープニング         | 経済に関するトップニュース、ニューヨーク支局からのリポートと続く。 |
| 8:57頃 | マーケット情報       | 株式・商品・為替の現在の情報と専門家による予想。続いて当日の市況に影響しそうな銘柄のニュースを数記事紹介する。 9時を回ってからは寄り付きの日経平均（午前始値）ときょうの予定を触れ、日経CNBCにつなぐ。 |
| 9:01   | 寄り付きの詳しい情報 | 日経CNBC『日米マーケットリレー 朝エクスプレス』の同時放送。 ここから（CM・提供クレジットを除く）エンディングまで東証一部銘柄の株価を画面下部に表示する。 |
| 9:10頃 | 特集                 | - 月曜：まーけっとコンシェルジュ （引き続き日経CNBCから） - 専門家とともに今週一週間の経済を占う。 - 火 - 木曜：コンパス （引き続き日経CNBCから） - 特定市場に関して取材した特集企画。 - 金曜：The TOP LINE - 上場企業の社長をスタジオに招き、自社の経営や将来像について語る。 |
| 9:20頃 | 曜日コーナー         | - 月曜：ワールドリポート - 世界各国のマーケットに注目しその今後に迫る。 - 火曜：会社のトリセツ - 毎週取り上げる一企業の今について分析する。 - 水曜：カブペディア - 経済・株取引に関する知識を専門家が解説する。 - 木曜：ホリダシMONO - 最近発売・発表された新しい商品や技術を紹介する。 - このコーナーのみ案内役として関口キャスター（『Mプラス 11』気象予報士）も出演。 - 金曜：トップの通信簿 - 引き続き『The TOP LINE』のゲストに自社の成績を「通信簿」という形で自己評価してもらう。 |
| 9:24頃 | エンディング         | 曜日コーナーのまま終了。画面では『Mプラス 11』の放送時間を予告する。 ゲストの話が終わりそうにない場合それに被せて水原キャスターが挨拶して締める日もある。その一方、時間に余裕のあるときは現在の日経平均・ドル為替に触れ、あすの『Mプラス 9』の予告を行う。 番組自体は9:27まで設定されているもののステーションブレイクが長いことから本編は9:24:30ごろには終了する。 |

### Mプラス Express
『Mプラス Express』（ - エクスプレス）は、2011年10月3日から2013年3月29日まで平日15:35 - 16:00に放送された。内容は『NEWS FINE』（第1部）を踏襲する。奈良テレビのみ2011年10月4日からの放送開始となる。タイトルロゴでは「Mプラス Ex」と表記されていた。テーマカラーは青。

#### キャスター
- 佐々木明子（テレビ東京アナウンサー）
- 中川聡（テレビ東京アナウンサー、月・火担当）
- 林克征（テレビ東京アナウンサー、水 - 金担当、2012年10月3日 - ）
- 水原恵理（テレビ東京アナウンサー、佐々木のリリーフ）

#### 東証アローズ中継
- 前田有花（月・火担当）
- 門田亜希子（月・火担当）

上記の二人が隔週で務める。なお、番組開始当初は前田のみが担当していたが、2011年11月7日より門田が加わった。
- 矢内雄一郎（テレビ東京アナウンサー、水 - 金担当、2012年9月までは水 - 金のサブキャスター）
- 豊島晋作（2012年3月2日）
- 中村航（小説家の中村航とは同姓同名の別人）

#### コーナー担当
- 前田真理子（テレビ東京アナウンサー、月曜『マリコのまーけっとゼミナール』担当、2012年4月2日 - ）

#### コメンテーター
- 永見和彦（岡三証券理事、金曜に不定期出演）[9]

金曜以外は『Closing Bell』→『NEWS FINE』（第1部）と同じく、特集の内容に合わせて日替わりでゲストコメンテーターが出演。永見が出演しない金曜の場合は、月 - 木曜と同様にゲストコメンテーターの出演となる。

## ネット局と放送時間
2016年10月3日から
| 放送対象地域   | 放送局         | 系列           | 放送時間      |
| 放送対象地域   | 放送局         | 系列           | 11            |
| -------------- | -------------- | -------------- | ------------- |
| 関東広域圏     | テレビ東京     | テレビ東京系列 | 11:13 - 11:35 |
| 北海道         | テレビ北海道   | テレビ東京系列 | 11:13 - 11:30 |
| 愛知県         | テレビ愛知     | テレビ東京系列 | 11:13 - 11:30 |
| 大阪府         | テレビ大阪     | テレビ東京系列 | 11:13 - 11:30 |
| 岡山県・香川県 | テレビせとうち | テレビ東京系列 | 11:13 - 11:30 |
| 福岡県         | TVQ九州放送    | テレビ東京系列 | 11:13 - 11:30 |

2014年9月29日から2016年9月30日まで
| 放送対象地域   | 放送局         | 系列           | 放送時間      |
| 放送対象地域   | 放送局         | 系列           | 11            |
| -------------- | -------------- | -------------- | ------------- |
| 関東広域圏     | テレビ東京     | テレビ東京系列 | 11:13 - 11:35 |
| 北海道         | テレビ北海道   | テレビ東京系列 | 11:13 - 11:35 |
| 愛知県         | テレビ愛知     | テレビ東京系列 | 11:13 - 11:30 |
| 大阪府         | テレビ大阪     | テレビ東京系列 | 11:13 - 11:30 |
| 岡山県・香川県 | テレビせとうち | テレビ東京系列 | 11:13 - 11:30 |
| 福岡県         | TVQ九州放送    | テレビ東京系列 | 11:13 - 11:30 |

2011年10月3日から2012年3月30日まで
| 放送対象地域   | 放送局         | 系列           | 放送時間    | 放送時間      | 放送時間                   |
| 放送対象地域   | 放送局         | 系列           | 9           | 11            | Express                    |
| -------------- | -------------- | -------------- | ----------- | ------------- | -------------------------- |
| 関東広域圏     | テレビ東京     | テレビ東京系列 | 8:56 - 9:27 | 11:10 - 11:35 | 15:35 - 16:00              |
| 愛知県         | テレビ愛知     | テレビ東京系列 | 放送なし    | 11:10 - 11:35 | 15:35 - 16:00              |
| 北海道         | テレビ北海道   | テレビ東京系列 | 放送なし    | 11:10 - 11:30 | 15:35 - 16:00              |
| 大阪府         | テレビ大阪     | テレビ東京系列 | 放送なし    | 11:10 - 11:30 | 15:35 - 16:00              |
| 岡山県・香川県 | テレビせとうち | テレビ東京系列 | 放送なし    | 11:10 - 11:30 | 15:35 - 16:00              |
| 福岡県         | TVQ九州放送    | テレビ東京系列 | 放送なし    | 11:10 - 11:30 | 15:35 - 16:00              |
| 滋賀県         | びわ湖放送     | JAITS          | 放送なし    | 放送なし      | 15:35 - 16:00              |
| 奈良県         | 奈良テレビ     | JAITS          | 放送なし    | 放送なし      | 15:35 - 16:00              |
| 和歌山県       | テレビ和歌山   | JAITS          | 放送なし    | 放送なし      | 15:35 - 16:00              |
| 全国           | BSジャパン※    | BSデジタル     | 放送なし    | 放送なし      | 15:35 - 16:00              |
| 全国           | 日経CNBC       | CS放送         | 放送なし    | 放送なし      | 16:35 - 17:00 （録画放送） |

※BSジャパンは2012年3月30日で打ち切り。後継番組はこれまで16時台に放送されていた『にっぽん原風景紀行』が移設されることになった。
2012年4月2日から2013年3月29日まで
| 放送対象地域   | 放送局         | 系列           | 放送時間      | 放送時間                   | 放送時間 |
| 放送対象地域   | 放送局         | 系列           | 11            | Express                    |          |
| -------------- | -------------- | -------------- | ------------- | -------------------------- | -------- |
| 関東広域圏     | テレビ東京     | テレビ東京系列 | 11:13 - 11:35 | 15:35 - 16:00              |          |
| 北海道         | テレビ北海道   | テレビ東京系列 | 11:13 - 11:35 | 15:35 - 16:00              |          |
| 愛知県         | テレビ愛知     | テレビ東京系列 | 11:13 - 11:35 | 15:35 - 16:00              |          |
| 大阪府         | テレビ大阪     | テレビ東京系列 | 11:13 - 11:30 | 15:35 - 16:00              |          |
| 岡山県・香川県 | テレビせとうち | テレビ東京系列 | 11:13 - 11:30 | 15:35 - 16:00              |          |
| 福岡県         | TVQ九州放送    | テレビ東京系列 | 11:13 - 11:30 | 15:35 - 16:00              |          |
| 滋賀県         | びわ湖放送     | JAITS          | 放送なし      | 15:35 - 16:00              |          |
| 奈良県         | 奈良テレビ     | JAITS          | 放送なし      | 15:35 - 16:00              |          |
| 和歌山県       | テレビ和歌山   | JAITS          | 放送なし      | 15:35 - 16:00              |          |
| 全国           | 日経CNBC       | CS放送         | 放送なし      | 16:35 - 17:00 （録画放送） |          |